# Stertinius capucinus
Stertinius capucinus är en spindelart som beskrevs av Simon 1902. Stertinius capucinus ingår i släktet Stertinius och familjen hoppspindlar. Inga underarter finns listade i Catalogue of Life.